# Gees Linnebank
Gerrit (Gees) Linnebank (Utrecht, 29 april 1945 – aldaar, 15 juni 2006) was een Nederlands acteur en toneelregisseur. Hij heeft meegewerkt aan vele toneelspelen, televisieseries en speelfilms.

## Loopbaan
Van 1966 tot 1969 volgde Linnebank de Toneelschool Arnhem. Vrij snel na zijn afstuderen maakte hij zijn debuut bij het Nieuw Rotterdams Toneel. Als toneelspeler deed hij zowel solo- als meerpersoonsvoorstellingen. Zo trad hij op in stukken van Samuel Beckett (Krapp's laatste band, Niet ik), Joost van den Vondel (Gijsbrecht van Aemstel), Herman Heijermans (Eva Bonheur) en Molière (Dom Juan).
Linnebank viel door zijn toneelwerk in de prijzen. Reeds in 1970, een jaar na zijn eerste optreden, werd hij betiteld als de beste mannelijke vertolker van een bijrol vanwege zijn toneelspel in Tchao. Zijn vertolking van het fictieve personage 'Mijnheer Puntila' in het toneelstuk Mijnheer Puntila en zijn knecht Matti van Bertolt Brecht leverde hem in 1981 de Louis d'Or op, een prestigieuze toneelprijs. Aan het begin van de jaren zeventig speelde hij bij een toneelgezelschap in Amsterdam in The Family van Lodewijk de Boer, een uit vier delen bestaand toneelstuk over jeugdige krakers van een kraakpand waarbij het er tamelijk ruw aan toeging.
Ook buiten het toneel deed Linnebank van zich spreken. In tientallen films en televisieseries gaf hij acte de présence. Zo speelde hij mee in de verfilming van het al eerder genoemde theaterstuk The Family en was hij te zien in films als Spetters, De kleine blonde dood en Flodder 3. In allerlei televisieseries vertolkte hij langlopende rollen, zoals in Tita Tovenaar, Oorlogswinter, De zomer van '45 en Ben zo terug. In andere televisieseries had hij slechts gastrollen (Tatort, Baantjer). Verder speelde hij ook in hoorspelen en sprak hij allerlei tekenfilms in (Als je begrijpt wat ik bedoel, Belle en het Beest, Aladdin).
Naast het acteren, werkte Linnebank ook als regisseur. Van 1984 tot 1988 leidde hij de Arnhemse Toneelgroep Theater, waarvoor hij ook diverse toneelstukken schreef. Daarbij was hij eveneens als acteur van de partij. Zijn voornaamste rol vertolkte hij in Cyrano de Bergerac van Edmond Rostand, waarin hij Cyrano speelde.
In 2000 werd bij Linnebank de ziekte van Kahler vastgesteld, een vorm van kanker aan het beenmerg. Het verhinderde hem de hoofdrol te vervullen in het toneelstuk Galileo Galilei van Bertolt Brecht, waarvoor hij zeer gemotiveerd was geweest. Voor zover zijn gezondheid het toeliet, trachtte hij toch nog als acteur actief te blijven. Zo speelde hij enige tijd voor zijn overlijden nog mee in het door het Haagse Nationale Toneel opgevoerde toneelstuk Een bruid in de morgen van Hugo Claus, waarin hij de rol van de vaderfiguur had.
Uiteindelijk werd zijn ziekte hem fataal en overleed hij op 61-jarige leeftijd.

## Filmografie
- Tita Tovenaar (televisieserie) - Rol onbekend (1972-1974)
- De blinde fotograaf (1973) - Journalist
- The Family (1973) - Kil
- Vader en Zoon (miniserie, 1974) - Zoon Hans
- Amsterdam 700 (miniserie, 1975) - Jacob Persijn
- Oorlogswinter (televisieserie 1975) - Dirk
- De watergeus (televisiefilm, 1976) - Slim
- Vandaag of morgen (1976) - Rol onbekend
- Adelbert (1977) - De Man
- Prettig weekend, meneer Meijer (televisiefilm, 1978) - Rol onbekend
- Een pak slaag (1979) - kraandrijver
- Spetters (1980) - Homoseksueel in regenjas
- Rigor mortis (1981) - Kees
- Hoge hakken, echte liefde (1981) - Peters
- Armoede (televisieserie) - Peter Waals (1982)
- Als je begrijpt wat ik bedoel (1983) - Hiep Hieper (stem)
- Trouble in Paradise (1989) - Johan van Zuylen-Worms
- Tatort (televisieserie) - Rol onbekend (afl. Medizinmänner, 1990)
- De zomer van '45 (miniserie, 1991) - Fotograaf Willet
- Stroomopwaarts (1991) - Jim
- Voor een verloren soldaat (1992) - Schoolmeester
- Aladdin (1992) - Jafar (stem)
- De kleine blonde dood (1993) - Vader Boecke
- De Wraak van Jafar (1994) - Jafar (stem)
- De buurtsuper (televisieserie) - Rol onbekend (afl. onbekend, 1995)
- Coverstory (televisieserie) - Hans Kuyper (afl. onbekend, 1993, 1995)
- Het laatste glas melk (televisiefilm, 1995) - Aaron
- Flodder 3 (1995) - Robbie de zwerver (eigenlijk miljonair)
- Weg (1996) - Radiostem
- De Winkel (televisieserie) - Hein de Vries (1996)
- Over de liefde (televisieserie) - Donald (afl. Een balkon op het noorden, 1997)
- Ben zo terug (televisieserie) - De heer Akerslot (1999 en 2000)
- Baantjer (televisieserie) - Advocaat Chiel Grondsma (afl. De Cock en de moord op internet, 1999)
- Dat is nooit mijn naam geweest (televisiefilm, 1999) - Freek Boonzaaier

## Hoorspelen
- Steen der wrake
- Matt Meldon-cyclus De blauwe zaden
- 3 x bellen
- Als de dood
- Bloemen voor Algernon
- Er was maar één getuige
- Family voices
- Feest, een kinderliedje
- Fotograaf, De
- Het geheim van de kaarten
- Het gouden hart
- Hollands Glorie
- Het kan niet altijd kaviaar zijn
- De lifter
- Linkerbeen gezocht
- Maannacht
- De Mensheid bestaat uit mensen
- Moord in Eldorado
- Samenzwering in vier dimensies
- De Veiligheidsdienst faalt
- De vuurproef
- Wolf in schaapskleed
- Wolfgang Amadeus, musicus
- Uit de tijd gelicht
- Sporen in het schemerlicht
- Eliëzer